# Jariștea
Jariștea – wieś w Rumunii, w okręgu Vrancea, w gminie Jariștea. W 2011 roku liczyła 2869
mieszkańców